# RK Radoviš
Maillots
Le  RK Radoviš est un club de handball, situé à Radoviš en Macédoine du Nord, évoluant en Super League.

## Historique
- ?:Fondation du RK Radoviš
- 2013: Monté du club en Super League.
- 2014: Le club termine cinquième de la Super League.